# Otto Truchsess von Waldburg
Otto Truchsess von Waldburg (Scheer, Suàbia, 25 de febrer de 1514 - Roma, 2 d'abril de 1573) va ser un teòleg catòlic que va ser bisbe d'Augsburg de 1543 a 1573 i cardenal-bisbe de Palestrina.

## Biografia
Nascut al castell de Scheer, a Suàbia, estudia a les universitats de Tübingen, Pàdua, Pavia i Bolonya - on obté el seu doctorat en teologia. Rep diversos canonicats a Trento, Spire i Augsburg. És nomenat conseller imperial l'any 1541; és camarlenc del papa en el transcurs d'una ambaixada a Roma.
El 10 de maig de 1543, és elegit bisbe d'Augsburg, i un any més tard, el papa Pau III el nomena cardenal amb el títol de cardenal-prevere de Santa Balbina, després d'haver contribuït a apaivagar una disputa entre l'emperador i el papa.
Pren part als conclaves de 1549-1550 i de 1555. Amb el seu teòleg, el jesuïta savoià Claude Le Jay, el cardenal Truchsess von Waldburg té un paper notable al concili de Trento, molt més quan la majoria dels bisbes del Sacre Imperi en són absents. Amb Le Jay (que ha ensenyat durant quatre anys a la universitat d'Ingolstadt) contribueix a evitar formulacions doctrinals que feririen la sensibilitat al Sacre Imperi ja força marcada per l'esperit de la Reforma Protestant.
Aporta la seva contribució en l'elaboració dels textos en relació amb la música sagrada; d'altra banda Tomás Luis de Victoria li dedica el primer recull de motets. És igualment conegut per haver-se mostrat desfavorable a la Pau d'Augsburg.
Per millorar la formació dels preveres de la seva diòcesi i lluitar contra els progressos del protestantisme, funda el col·legi Sant Jeroni a la seva ciutat que esdevindrà més tard la universitat de Dillingen, seminari i col·legi seran més tard confiats als jesuïtes (1564).

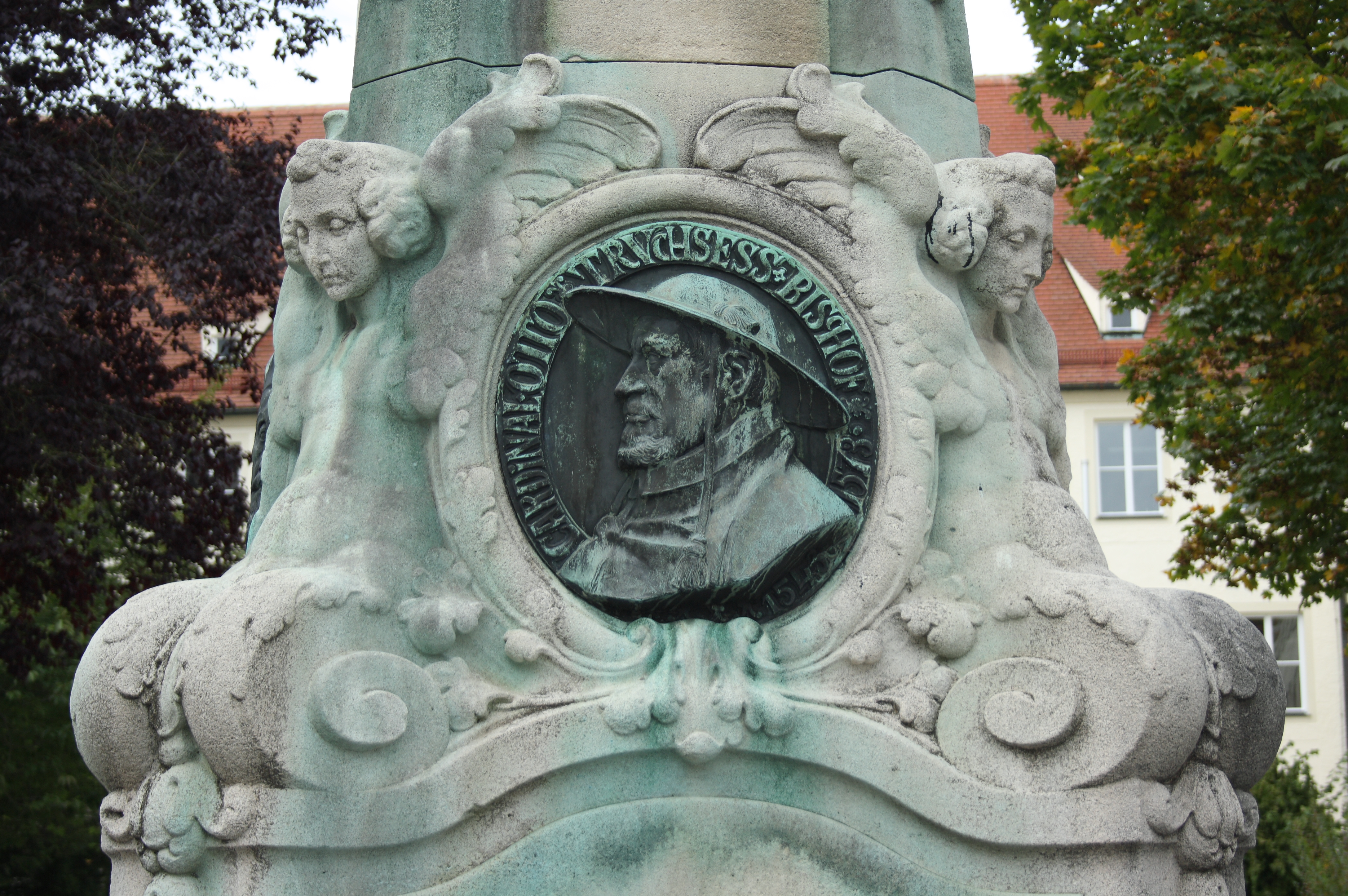
Baix relleu del cardenal al col·legi Sant Jeroni de Dillingen

A partir de 1568, resideix a Roma, on mor cinc anys més tard. La seva tomba es troba a l'església de l'Assumpció de Dillingen.